# Цветков, Игорь Васильевич (юрист)
Игорь Васильевич Цветков (род. 17 августа 1963) — доктор юридических наук (2007), профессор на кафедре коммерческого права и основ правоведения Московского государственного университета (с 2007); является членом научно-консультационного совета Федерального арбитражного суда Московского округа (АС МО) и членом Научно-экспертного совета при Палате налоговых консультантов России (ПНК).

## Биография
Игорь Цветков родился 17 августа 1963 года; в 1985 году он получил высшее военное образование — окончил Смоленское высшее зенитное ракетное инженерное училище. Затем он проходил военную службу офицером советской армии. Уже в России, в 1993 году, получил высшее юридическое образование — окончил юридический факультет Военного института при российском Министерстве обороны и начал проходить службу в органах военной юстиции; по состоянию на 2016 год являлся майором юстиции в запасе.
В период с 1996 по 2007 год Цветков являлся судьёй арбитражного суда Смоленской области. В 2002 году, под руководством профессора МГУ Бориса Пугинского, Цветков защитил кандидатскую диссертацию — на тему «Воздействие публично-правовых требований на содержание внешнеторговых договоров». В 2004 году опубликовал свою монографию «Налогоплательщик в судебном процессе». Спустя два года, в 2006, он стал доктором юридических наук — после успешной защиты диссертации по теме «Договорная дисциплина в предпринимательской деятельности».
В следующем, 2007, году Игорь Цветков занял пост профессора на кафедре коммерческого права и основ правоведения, являющейся частью юридического факультета Московского государственного университета им. М. В. Ломоносова. По данным на 2019 год читал студентам четыре курса лекций: «Коммерческое право», «Организация договорной работы», «Правовая работа» и «Актуальные проблемы разрешения коммерческих споров»; также вёл специальный курс «Организация договорной работы» и межфакультетский курс «Договорное регулирование хозяйственных связей».
Игорь Цветков входил в состав научно-консультационного совета, созданного при Федеральном арбитражном суде Московского округа; он также был членом Научно-экспертного совета, организованного российской Палатой налоговых консультантов.

## Работы
Игорь Цветков является автором и соавтором трёх десятков работ (книг и статей), вышедших в таких изданиях как «Конкуренция и право», «Закон», «Налоговед» и «Финансы»; регулярно публикуется в «Вестнике Московского университета» (серия «Право»). Основными интересами его научной деятельности являются коммерческое право и договорная работа; полагает, что «люди как субъекты рыночных производственных отношений должны быть не только объектами внешнего правового воздействия, но и главными субъектами практического применения ненормативных правовых средств-деяний» и что «договорная дисциплина выступает необходимым условием и важнейшей предпосылкой повышения эффективности производства и экономического роста».
- «Воздействие публично-правовых требований на содержание внешнеторговых договоров» (2003, кандидатская диссертация)[3];
- «Договорная дисциплина в предпринимательской деятельности» (2006/2007, докторская диссертация)[1];
- «Коммерческое право России» (2010);
- «Организация правовой работы» (в соавторстве, 2017);
- «Организация правовой работы: в помощь корпоративному юристу» (в соавторстве, 2014);
- «Договорная дисциплина в рыночной экономике» (Смоленск, 2005);
- «Налогоплательщик в судебном процессе» (М., 2004)[4][5];
- «Внешнеторговые сделки: правоприменительная практика» (2002).